# William Turner Walton

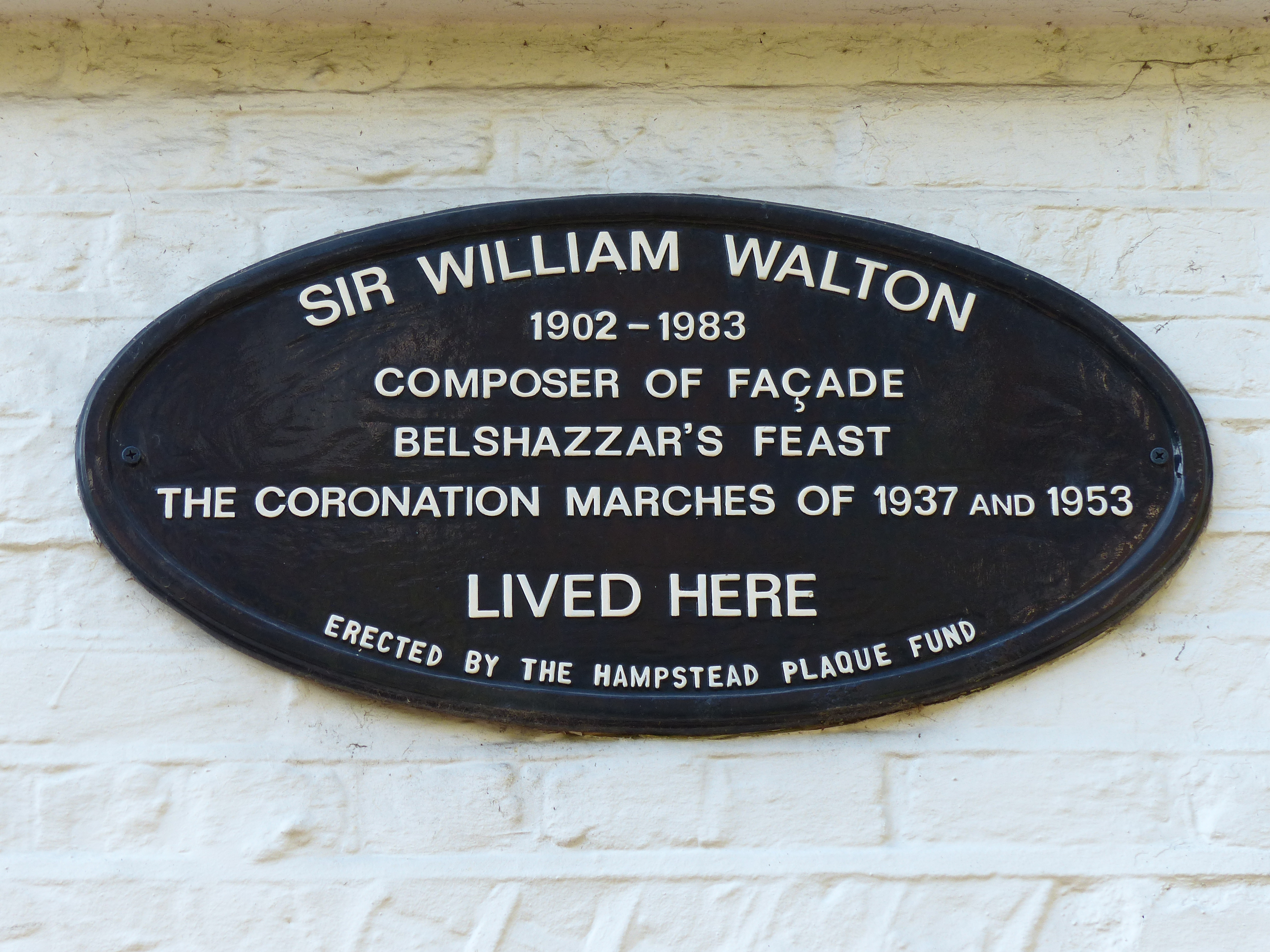
Targa commemorativa a ricordo di W. Walton a Londra

Sir William Turner Walton (Oldham, 29 marzo 1902 – Forio, 8 marzo 1983) è stato un compositore, direttore d'orchestra e attore inglese.

## Biografia
Sir William Walton nacque in una famiglia di musicisti; suo padre era il direttore del coro della chiesa locale. Tramite la sua esperienza nel coro si appassionò alla Creazione di Haydn, al Messiah di Georg Friedrich Händel e a molti degli altri lavori tipicamente allestiti nelle chiese.
Quando ebbe compiuto i dieci anni, fu accettato come corista nella cattedrale cristiana dell'università di Oxford, il che fu per lui una grande opportunità. Trascorse moltissime ore tra i libri di musica conservati ad Oxford, studiando interi volumi di composizioni di autori quali Gustav Holst, Igor' Fëdorovič Stravinskij, Béla Bartók, Sergej Prokof'ev, Richard Strauss e Arnold Schönberg, formandosi così nella composizione da autodidatta.
Walton compose diversi brani in quel periodo. Hugh Allen, organista della chiesa, e Thomas Strong, decano della chiesa cristiana, notarono in lui un gran talento, del quale furono molto comprensivi. Nel 1918, mentre si trovava ancora ad Oxford, Walton cominciò a scrivere un quartetto con pianoforte, che diventerà poi uno dei suoi pezzi più apprezzati. Nel frattempo strinse una profonda amicizia con il poeta Sacheverell Sitwell.
Walton lasciò Oxford nel 1920 senza aver ancora conseguito la laurea. Quando lasciò l'università, Sacheverell Sitwell ospitò il giovane William nella sua famiglia come un "fratello adottivo". Lì Walton incontrò molti importanti musicisti e soprattutto la sorella di Sacheverell, Edith Sitwell, sulle cui poesie Walton compose Façade - An Entertainment, oggi considerato uno dei suoi lavori più rappresentativi, benché al suo debutto nel 1922 fosse completamente stroncato dalla critica musicale. Completò inoltre la stesura del quartetto con pianoforte, che presenterà poi a Salisburgo nel 1923.
In questo periodo Walton suonava in una jazz-band, ma continuava a comporre. Iniziava a crescere la sua fama di compositore significativo. La sua Portsmouth Point Overture divenne popolare negli Stati Uniti d'America, e l'Orchestra Sinfonica di Chicago la incluse nel suo repertorio già nell'autunno del 1929.
All'inizio del 1929, intanto, Walton compose un concerto per viola e orchestra per Lionel Tertis. Tertis inizialmente rifiutò il pezzo, che venne poi eseguito da Paul Hindemith. Esso fu subito riconosciuto come un capolavoro. Tertis eseguì di nuovo il pezzo nel 1930.

## Le colonne sonore
Sempre in questo periodo compose la sua prima colonna sonora per il film Non mi sfuggirai (Escape Me Never). Nel 1935 eseguì la sua prima sinfonia. Nel 1937 compose una marcia, Crown Imperial, per l'incoronazione di re Giorgio VI e della regina Elisabetta. Dopo altri successi, Jascha Heifetz e il British Council gli commissionarono un concerto per violino e orchestra: presentò il pezzo a Heifetz nel 1939, riscuotendo molto entusiasmo, ma lo scoppio della Seconda guerra mondiale ritardò l'esecuzione del concerto. Negli stessi anni Walton ebbe le sue prime esperienze di direzione d'orchestra, che poi maturarono fino a farlo diventare un direttore molto stimato, in particolare per la sua musica.
Nel 1941 Walton fu richiamato dal servizio militare, e fu incaricato di comporre colonne sonore per film patriottici. Scrisse anche le musiche per l'Enrico V, il primo dei tre film ispirati dal lavoro di William Shakespeare diretti da Laurence Olivier, grazie al quale Walton fu anche nominato per il Premio Oscar.
Finita la guerra, compose una sonata per violino per Yehudi Menuhin e due lavori per commemorare l'incoronazione della regina Elisabetta II, finché nel 1951 ricevette il titolo di baronetto.
Nel 1955, Walton compose le musiche per un altro film shakespeariano di Laurence Olivier, Riccardo III. Scrisse poi per Gregor Piatigorsky un concerto per violoncello e orchestra, eseguito nel 1956, a cui seguirono pezzi corali e orchestrali e un ciclo di canzoni d'amore. Nel 1967, diventato ormai un compositore di chiara fama mondiale, fu ammesso nell'Ordine del Merito.
Sul finire della vita, per Walton divenne sempre più difficile comporre. Provò a scrivere una terza sinfonia, ma l'abbandonò. I suoi ultimi lavori sono per lo più rimaneggiamenti di lavori precedenti, come pezzi corali liturgici.
Walton morì nella sua residenza La Mortella, a Forio, comune dell'isola d'Ischia, l'8 marzo 1983.

## Filmografia da compositore
- Non mi sfuggirai (Escape Me Never), regia di Paul Czinner (1935)
- Come vi piace (As You Like It), regia di Paul Czinner (1936)
- Labbra sognanti (Dreaming Lips), regia di Paul Czinner e Lee Garmes (1937)
- Stolen Life, regia di Paul Czinner (1939)
- Il maggiore Barbara (Major Barbara), regia di Gabriel Pascal e Harold French (1941)
- The Next of Kin, regia di Thorold Dickinson (1942)
- Audace avventura (The Foreman Went to France), regia di Charles Frend (1942)
- Il primo dei pochi (The First of Few), regia di Leslie Howard (1942)
- È andata bene la giornata? (Went the Day Well?), regia di Alberto Cavalcanti (1942)
- Enrico V (The Chronicle History of King Henry the Fifth with His Battell Fought at Agincourt in France), regia di Laurence Olivier (1944)
- Amleto (Hamlet), regia di Laurence Olivier (1948)
- Riccardo III (Richard III), regia di Laurence Olivier (1955)
- John and Julie, regia di William Fairchild (1955) - musica utilizzata su sua cortesia
- I lunghi giorni delle aquile (Battle of Britain), regia di Guy Hamilton (1969)
- Three Sisters, regia di Laurence Olivier e John Sichel (1970)

Attore
- The Next of Kin, regia di Thorold Dickinson (1942) - docu-film, nel ruolo di una guardia (1942)
- Wagner, regia di Tony Palmer - miniserie TV (1983)